# Trnová (Tisová)
Trnová (německy Tirna) je část obce Tisová v okrese Tachov v Plzeňském kraji. Leží ve výšce 492 metrů. V roce 2011 zde trvale žilo 64 obyvatel.

## Historie
Ves je položena blíže k Tachovu. Ke vsi se vztahuje jedna z nejstarších písemných zmínek této oblasti. Již roku 1177 je uvedena v listině, kterou kníže Soběslav II. obdaroval kladrubský klášter, zmíněno území rozkládající se od potoka Suchá k potoku „Ternaua“ a Misa, dnešní Mže. Pokud ves v této době ještě neexistovala, byla v krátké době založena klášterem a získala své jméno po potoce na němž byla vysazena. Potok Trnová, později Kötchenbach se dnes nazývá Sedlišťský.
Ves bývala samostatným šlechtickým sídlem s tvrzí a farním kostelem. Dějiny vsi jsou do značné míry shodné se sousední Tisovou s níž byla Trnová od roku 1233 v majetku kladrubského kláštera. O rok později byla majetková držba vsi zvané tehdy Pirna potvrzena klášteru papežem Řehořem. V roce 1352 je uváděn farní kostel spravovaný klášterem. Kostel patrně zanikl v době husitských válek – naposledy je zmiňován roku 1425. V roce 1374 se objevuje první světský majitel rozdělené vsi – vladyka Leo alias Lev z Trnové. Podací právo ke kostelu a několik poddaných si zde ještě dlouho udržel kladrubský klášter, který zde mohl mít i rezidenci, která pak přešla do světských rukou. Svědčí o tom zápis z roku 1437, kdy ve vsi zemřel probošt Řehoř. Kolem roku 1575 získal ves Jan Letold z Kečova a připojil ji k sousední Tisové s níž přešla roku 1823 k tachovskému panství. Po opuštění tvrzi před polovinou 17. století bylo sídlo využito jako základ pro vystavění rozměrného poplužního dvora, v jehož areálu se nacházelo mladší panské sídlo, připomínané v 18. a 19. století. V roce 1930 měla vesnice 199 obyvatel.
V roce 1757 zde stála hospoda, mlýn a panský dvůr. V této době dochází k poslednímu výraznějšímu rozmachu podnikání vrchnosti na zdejším dvoře. Je uváděn také pivovar, vinopalna, cihelna a hájovna. Tvrz stávala nad čp. 21 a 22 na tzv. Kellerbergu, který je vlastně kruhovým tvrzištěm o průměru kolem 35 metrů. Dva zachované klenuté sklepy však pocházejí ze starého zámku, sídla pánů z Kečova, který byl zbořen před rokem 1788. Protože bylo sídlo včetně celého poplužního dvora po druhé světové válce beze zbytku a bez průzkumu odstraněno, zůstalo v oněch místech zachováno jen rozměrné tvrziště po výše zmíněné starší tvrzi.
Poválečná demolice staveb i výstavba nového mostu a silnice dokončená roku 1977 poněkud změnila vzhled vsi. V zahradě domu v horní části vsi se dochoval kamenný kříž z roku 1841 vyrobený v dílně kameníka G. Böhma. Dnes je to ryze obytná vesnice bez hospodářských provozů.

## Obyvatelstvo
| Rok            | 1869 | 1880 | 1890 | 1900 | 1910 | 1921 | 1930 | 1950 | 1961 | 1970 | 1980 | 1991 | 2001 | 2011 | 2021 |
| -------------- | ---- | ---- | ---- | ---- | ---- | ---- | ---- | ---- | ---- | ---- | ---- | ---- | ---- | ---- | ---- |
| Počet obyvatel | 176  | 194  | 179  | 181  | 191  | 193  | 199  | 89   | 85   | 94   | 76   | 58   | 61   | 64   | 71   |
| Počet domů     | 34   | 34   | 37   | 37   | 37   | 37   | 44   | 25   | 25   | 26   | 24   | 22   | 26   | 28   | 30   |

## Obecní správa
Při sčítání lidu v letech 1850–1929 Trnová byla osadou obce Tisová v okrese Stříbro. V letech 1930–1959 byla samostatnou obcí v okrese Stříbro. V letech 1960–1979 byla znovu částí obce Tisová v okrese Tachov. Od 1. ledna 1980 do 23. listopadu 1990 byla částí obce Staré Sedliště v okrese Tachov. Od 24. listopadu 1990 je opět částí obce Tisová v okrese Tachov.